# Norra Möre kontrakt
Norra Möre kontrakt var ett kontrakt av Växjö stift inom Svenska kyrkan i Kalmar län.  Kontraktet upplöstes 2012 och de ingående församlingarna överfördes till Kalmar-Ölands kontrakt.
Kontraktskoden var 0613.

## Administrativ historik
Norra Möre kontrakt tillhörde Kalmar stift från 1602 till 1915 då stiftet återgick i Växjö stift. 
Kontraktet omfattade före 1962
- Kalmar stadsförsamling från 1925 benämnd Kalmar församling och från 1989 benämnd Kalmar domkyrkoförsamling vilket också var namnet före 1838
- Kalmar landsförsamling uppgick 1925 i Kalmar församling
- Kalmar slottsförsamling  utbröts omkring 1580 och återuppgick 1884 i Kalmar stadsförsamling
- Dörby församling
- Ryssby församling
- Åby församling
- Kläckeberga församling som 1998 uppgick i Förlösa-Kläckeberga församling
- Förlösa församling som 1998 uppgick i Förlösa-Kläckeberga församling
- Bäckebo församling som 1962 överfördes till Stranda och Handbörds kontrakt
- Kristvalla församling som 1962 överfördes till Södra Möre kontrakt

1962 tillfördes från Södra Möre kontrakt
- Hossmo församling
- Ljungby församling

1989 bildades ur Kalmar församling
- Kalmar S:t Johannes församling
- Heliga Korsets församling
- S:ta Birgitta församling
- Två systrars församling

1 november 2008 tillfördes från Södra Möre kontrakt
- Arby församling som 2010 uppgick i Arby-Hagby församling
- Hagby församling som 2010 uppgick i Arby-Hagby församling
- Halltorps församling som 2010 uppgick i Halltorp-Voxtorps församling
- Voxtorps församling som 2010 uppgick i Halltorp-Voxtorps församling
- Karlslunda församling som 2010 uppgick i Karlslunda-Mortorps församling
- Mortorps församling som 2010 uppgick i Karlslunda-Mortorps församling

## Kontraktsprostar efter reformationen
1583-1612 Petrus Jonæ Björn
1613-1643 Petrus Magni
1643-1651 Petrus Eschilli
1651-1655 Petrus Ungius
1656-1659 Israël Starbeckius
1658-1684 Canutus Chorælius
1685-1692 Nicolaus Brodderi Bruun
1692-1697 Olaus Repplerus
1698-1705 Michaël Wippert
1706-1718 Daniel Swebilius
1718-1731 Georg Swebilius
1732-1734 Johan Galle
1734-1751 Johan Nydelius
1753-1761 Erik Catonius
1761-1782 Georg Ahlberg
1784-1785 Johan Ulmstedt
1787-1801 Gudmund Westerstedt
1801-1832 Bengt Magnus Lindblad
1832-1838 Carl Jacob Uddenberg
1838-1843 Jonas Fagenström
1843-1845 Per Wisén
1845-1861 Christian Aron von Sydow
1861-1867 Olaus Åberg
1867-1878 Pehr Kulloberger
1878-1900 Richard Warholm
1901-1909 August Löttiger
1909-1922 Andreas Nordstén
1922-1947 Erland Björck
1947-1952 Maths Björkman
1952-1956 Petrus Ståhlberg
1956-1959 Carl Söderberg
1959-1965 Carl Bexell
1965-1980 Pehr Edwall
1981-1983 Martin Hedberg
1984-1988 Olle Ekman
1988-1999 Dag Sandahl
1999-2010 Alf Johansson
2010-2012 Leif Bengtsson